# 螺田镇
螺田镇，是中华人民共和国江西省吉安市吉水县下辖的一个乡镇级行政单位。

## 行政区划
螺田镇下辖以下地区：
螺田社区、龙溪村、梓越村、城陂村、亿田村、山陂村、连坑村、丰树陂村、恭溪村、沙吊村、老山村、梅南村、新建村、新和村、胜利村和南田村。